# Skybridge
A Skybridge é uma ponte estaiada no Distrito Regional de Metro Vancouver, Colômbia Britânica, Canadá. Construída em 1989, cruza o Rio Fraser, ligando New Westminster e Surrey.